# Шульбінське водосховище
Шульбінське водосховище — руслове водосховище, утворене греблею Шульбінської ГЕС на річці Іртиш. Розташоване на території Східноказахстанської області республіки Казахстан.
Водосховище Шульбінська ГЕС призначене для компенсаційного регулювання стоку річки Іртиш, акумулювання стоків річок Ульба і Уба з метою використання їх для вироблення електроенергії, весняного затоплення заплавних лук, водопостачання міст і селищ.
Стан напірного фронту Шульбінська ГЕС дозволяє короткочасний підйом рівня в паводковий період до позначки верхнього б'єфа 241,5 м., А у весняно-літній період при зливових опадах і в зимовий період для збільшення вироблення електроенергії до позначки 240,5 м.
Шульбінське водосховище здійснює сезонне регулювання стоку бічного припливу між створами греблі БГЕС і ШГЕС в період весняних природоохоронних попусків, а також у період проходження літньо-осінніх паводків.
Площа водосховища — 255 км², об'єм — 53 км³, довжина близько 53 км, найбільша ширина 6 км. У долинах річок Шульбінка, Осіха і Кизил-Су — затоки завдовжки до 11 км (Кизил-Су) і шириною до 1,5 км. Гирло річки Уба утворює дельту. Рибальство (судак, лящ, плотва тощо).
На західному березі озера знаходиться селище Шульбінськ.